# Prosper Jules Charbonnier
 (janvier 2018).
Si vous disposez d'ouvrages ou d'articles de référence ou si vous connaissez des sites web de qualité traitant du thème abordé ici, merci de compléter l'article en donnant les références utiles à sa vérifiabilité et en les liant à la section « Notes et références ».
Prosper Jules Charbonnier, né le 14 septembre 1862 à Craon et mort le 10 juin 1936 à Paris, est un ingénieur général de l'artillerie navale.

## Biographie

### Origine
Il est le fils de Prosper Charbonnier, marchand de chevaux et de Céleste Gendry. Prosper Charbonnier se distingue dès le lycée de Laval par de brillants succès scolaires. Il s’oriente vers l’École polytechnique où il est élève de 1884 à 1886, après avoir été soldat en 1882, et caporal en 1883.

### Marine
Il sert à Lorient dans le 1er régiment d'artillerie de marine. Capitaine en second en 1892, il est nommé membre de la Commission d’expériences d’artillerie à Gâvres. Il est promu capitaine en premier en 1895.
Après avoir servi au Tonkin et lors de la répression de la révolte des Boxers, il est promu chef d’escadron en 1903 et lieutenant-colonel en 1907. En 1910, il opte pour le nouveau corps des ingénieurs de l'artillerie navale avec le grade d'ingénieur en chef de deuxième classe.
Directeur de l'artillerie navale de Lorient, et président-directeur de la Commission de Gâvres en 1911, il est promu ingénieur en chef de première classe en 1912, puis ingénieur général de 2e classe en 1915.
En 1915, Charbonnier envoie une note à ses supérieurs, ce qui entraîne le recrutement de plusieurs mathématiciens français de renom au travail à Gâvres. On y trouve Albert Châtelet, Georges Valiron, Joseph Kampé de Fériet, Arnaud Denjoy, Henri Dodier.
Il est nommé inspecteur général des Services d'études et d'expériences de l'Artillerie Navale en 1918.
Il était membre du comité scientifique des poudres. Il quitta le service actif en 1927. Il est commandeur de la Légion d'honneur en 1919 et élevé à la dignité de grand officier en 1925.

### Balistique
Charbonnier est reconnu internationalement comme expert en balistique et, pour ses traités de balistique, il obtient le Prix Poncelet de l'Académie des Sciences en 1919  « pour ses travaux de balistique »
En 1924, il est intervient au congrès international des mathématiciens à Toronto.

## Publications
- Le Champ acoustique... In-8° , 74 p., fig. Extrait de la "Revue d'artillerie". Décembre 1903. Janvier 1904 Paris : Berger-Levrault , 1904
- L'Artillerie de la marine. In-8°, 73 p. Édition : Paris : R. Chapelot , 1904
- Traité de balistique extérieure In-8° , 592 p., fig. Paris : C. Béranger , 1904
- Sur les Méthodes de la balistique extérieure In-8° , 33 p. Extrait de la "Revue d'artillerie" Paris : Berger-Levrault , 1905
- Étude sur l'organisation d'un matériel d'artillerie colonial In-8° , 70 p. Extrait de la "Revue des troupes coloniales" Paris : H. Charles-Lavauzelle , (1905)
- Historique de la balistique extérieure à la Commission de Gàvre. La couverture imprimée sert de titre. Paris, R. Chapelot , 1906. In-8°, 66 p.
- Balistique extérieure rationnelle problèmes balistiques secondaires. 1 vol. (VIII-401-XII p.) Paris : O. Doin , 1907
- Balistique intérieure, 1 vol. (X-351-XII p.) Bibliogr. p. 341 à 344. Index. Paris : O. Doin , 1908
- Balistique d'aéroplane. Le problème de l'aéro-cible... Extrait de la "Revue d'artillerie", décembre 1911. Paris, Berger-Levrault , 1912. In-8°, 24 p., fig.
- Balistique d'aéroplane, le problème du tir en chasse... Extrait de la "Revue d'artillerie". Mars 1912. Paris, Berger-Levrault , 1912. In-8°, 12 p., fig.
- Traité de balistique extérieure Paris, impr.-éditeurs Gauthier-Villars et Cie, 55, quai des Grands-Augustins ; Gaston Doin, éditeur, place de l'Odéon , 1921. (29 octobre 1923.) In-8, IX-538 p. avec figures.
- Essais sur l'histoire de la balistique Extrait du "Mémorial de l'artillerie française" Paris, Société d'éditions géographiques, maritimes et coloniales, 184, boulevard Saint-Germain , 1928. (28 février 1929.) In-8, 334 p., figures et planches.
- Notice sur les travaux scientifiques de M. P. Charbonnier, ingénieur général de l'artillerie navale (C. R.) 1 vol. (92 p.) Paris : Gauthier-Villars et Cie, impr.-éditeurs , 1929 (1er juillet)